# Hospital de Carabineros
El Hospital de Carabineros del General Humberto Arriagada Valdivieso es un recinto hospitalario dependiente de la Dirección de Salud y Sanidad de Carabineros de Chile, que forma parte de la red asistencial del Sistema de Salud de Carabineros. Se encuentra ubicado en Avendia Antonio Varas n.º 2500, en la comuna de Ñuñoa, Santiago, Chile. 

## Historia
En 1932 el general director Humberto Arriagada Valdivieso dispuso para todo el personal de la institución una erogación permanente desde su sueldo a favor de la construcción del hospital.
Fue creado de forma oficial el 6 de marzo de 1945, e inaugurado el 27 de abril de 1945. Con motivo del cincuentenario de la creación de Carabineros, el 27 de abril de 1977 tomó el nombre del general Humberto Arriagada.